# 伊莉莎白皇后號防護巡洋艦
伊莉莎白皇后號防護巡洋艦。是奧匈帝國海军的一艘防護巡洋艦。該艦以奧匈帝國皇帝弗朗茨·約瑟夫一世的皇后伊麗莎白皇后命名，為海外任務而設計，1914年第一次世界大戰爆發時駐紮在中國。

## 規格
伊莉莎白皇后號防護巡洋艦於1890年9月25日在普拉海軍船廠下水，是一艘排水量為3,967噸的鋼船，水線長度為321英尺（98米），寬度為49英尺（15米），平均吃水為19英尺（5.8米）。船員包括450名軍官和水手。

### 推進系統
伊莉莎白皇后號防護巡洋艦的推進系統由兩組水平三膨脹式蒸汽機和四具圓柱形雙端鍋爐提供。設計性能為6,400馬力（4,800千瓦）時的航速為18節（33公里/小時；21英里/小時），8,000馬力（6,000千瓦）時的航速為19節（35公里/小時；22英里/小時）；在試航中，它實際達到了20節（37公里/小時；23英里/小時）的航速。

### 武裝
最初，伊莉莎白皇后號防護巡洋艦配備了兩門24厘米（9.4英寸）和六門15厘米（5.9英寸）的炮，都是1886年型。在1905-06年，她進行了改建，換裝了兩門長砲管的15厘米炮和六門短砲管的15厘米炮，都是1901年型。她的武裝還包括16門47毫米（1.9英寸）速射炮、一挺機槍和四具位於水上的14英寸（360毫米）魚雷發射管，兩具位於船舷的每側各兩具。

## 服役歷史
1914年第一次世界大戰爆發時，伊莉莎白皇后號防護巡洋艦參與了保衛德國膠州灣殖民地的青島戰役，青島要塞於1914年8月25日被日本圍困；日本於8月23日向德國宣戰，而伊莉莎白皇后號防護巡洋艦的在場導致日本於8月25日向奧匈帝國宣戰。與伊莉莎白皇后號防護巡洋艦同時駐紮在青島的還有德意志帝國海軍輕巡洋艦鸕鶿號、炮艇雞貂號、捷豹號、虎號和獅虎號以及魚雷艇S-90號。（德國東亞分艦隊通常駐紮在青島，但他們已經從太平洋緊急返回本土。）船員分為兩組，一組繼續留守船上，另一組加強了德國守軍。
伊莉莎白皇后號防護巡洋艦見證了歷史上第一次艦載航空兵實戰行動。1914年9月6日，一架由日本的水上飛機母艦若宮號搭載的「法爾曼式」水上飛機向其投擲炸彈，但未命中。
在圍城初期，伊莉莎白皇后號防護巡洋艦和捷豹號對日本進行了突襲。隨後，伊莉莎白皇后號防護巡洋艦的15厘米和4.7厘米炮被移除並安裝在岸上的「伊麗莎白炮臺」上。隨著圍城的進展，被困在港口的海軍船艦被自沉，鸕鶿號、 雞貂號和獅虎號於9月28日沉沒，S-90號於10月17日沉沒，而虎號則於10月29日沉沒。最後，伊莉莎白皇后號防護巡洋艦於11月2日被自沉。

## 相关阅读
- Barovič, Jože. Mornarica dvojne monarhije v I. svetovni vojni, Maribor 2005,  COBISS 2022207
- Greger, René. . London: Ian Allan. 1976. ISBN 0-7110-0623-7.
- Gogg, Karl. Österreichische Kriegsmarine 1848-1918, Salzburg, 1967,
- Sieche, Erwin.  [Cruisers and Cruiser Projects of the Austro-Hungarian Navy, 1889–1918]. Hamburg. 2002. ISBN 3-8132-0766-8 （德语）.